# 第三文明社
株式会社第三文明社（だいさんぶんめいしゃ、英文社名：Daisanbunmei-sha INC.）は、東京都新宿区に本社を置く日本の出版社。宗教法人創価学会の関連企業である。雑誌『第三文明』などを出版し、社名はこの誌名に由来する。

## 概要
1960年（昭和35年）11月27日創業。創業期から刊行されている雑誌『第三文明』は、創価学会学生部の理論誌という位置付けであった。1969年（昭和44年）7月1日に会社が設立された。
社名の由来となった『第三文明』には「唯心思想にも唯物哲学にも偏らず、仏法の生命哲学を基調に、どこまでも人間を大切にし、生命を尊重する文明」という意味がある。
「平和・文化・教育の隆盛に寄与する」出版活動を多角的に展開する。なお、聖教新聞社の発行紙誌とは異なり、創価学会の布教や広宣を主体としたものばかりではない点に特徴がある。この傾向は同じく創価学会系出版社の潮出版社も同様である。インド哲学や仏教経典など、学術的にも価値の高い書籍を多く出版しており、一定の評価を得ている。タゴール著作集などの全集を発刊していることも特徴である。
近年では、WEB第三文明という言論サイトを運営しており、政治や宗教など様々な情報を発信している。

## 主な出版物

### 雑誌
- 月刊『第三文明』（毎月1日発行）

宗教法人創価学会学生部の理論誌として、1960年11月27日に創刊号は発刊された。
東京・日比谷公会堂で開催された創価学会学生部の第2回学生祭を記念した、学生部有志による刊行だった。本誌の創刊は、「第三文明」という誌名の発案も含めて、当時の学生たちによる自発的なものであった。創価学会学生部の理論誌として編集委員会によってつくられていた『第三文明』だったが、新たな時代を見据え、1969年7月1日に株式会社「第三文明社」を設立し、独立した出版社として出発した。
創刊以来、創価学会名誉会長で創価学会インタナショナル会長の池田大作の連載・対談・寄稿が数多く掲載されている。
現在は、政治・社会福祉・社会課題など幅広い内容の時事的なトピックを扱うオピニオン誌としての位置づけが強い。
【現在の主な連載】
希望の源泉　池田思想を読み解く（佐藤優）
二宮清純presents　対論・勝利学（二宮清純がアスリートなどと対談）
作家・雨宮処凛が見る世界（雨宮処凛）
生まれ変わるような朝に（柳美里）
漫画子連れ宇宙人パテラさん（原案／駒崎弘樹　原作／ルノアール兄弟　作画／西山田）
笑顔の世界へ（アグネス・チャン）
シリーズ　震災からの歩み
- 月刊『灯台』（毎月10日発行）

1962年8月1日、創価学会教育部（当時）による、初の教育部の全国大会が行われた。当時の池田大作会長が同大会で、「教育雑誌の出版」を提案した。これを受けて、1962年9月18日に『灯台』が創刊された。
創刊以来創価学会名誉会長で創価学会インタナショナル会長の池田大作の連載・対談などが数多く掲載されている。
教育誌として子育て情報などを中心に、子育て世代や孫育て世代をターゲットに様々なトピックを扱っている。
【現在の主な連載】
浜内千波のたのしくおいしい！子どもが喜ぶモグモグレシピ
夏井いつきの「今日から一句」
尾木ママのQ＆A「子育て・教育」ホントのところ
中谷彰宏の幸福感が湧いてくる「育自」の工夫

### 書籍
- レグルス文庫 ―新書判の叢書。主な書籍は以下の通り。近年は刊行数が減っている。

『ラーマーヤナ』（河田清史著）
『ユングの生涯』（河合隼雄著）
『自我と無意識』（C・G・ユング著）
『わが非暴力の戦い』（マハトマ・ガンディー著・森本達雄訳）
『創価教育学大系概論』（牧口常三郎著）
『価値論』（牧口常三郎著・戸田城聖補訂）
- 第三文明選書 ―新書判の叢書。レグルス文庫などで出版されていたものを、上製本として復刊したものも多い。主な書籍は以下の通り。

『法華玄義』（菅野博史 訳注）
『法華文句』（菅野博史 訳注）
『摩訶止観』（菅野博史 訳注）
『詩集　草の葉』（ウォルト・ホイットマン 著　富田砕花 訳）
『「ギーター」書簡』（ガンディー 著　森本達雄 訳　森本素世子 補訂）
- 池田大作著作―雑誌で連載していた対談を書籍化したものなども多い。主な書籍は以下の通り。

『完本　若き日の読書』
『花と少年』
『輝け!　友情のVサイン』
『対話の文明――平和の希望哲学を語る』ハーバード大学教授ドゥ・ウェイミンとの対談
『21世紀のナポレオンーー歴史創造のエスプリ（精神）を語る』ナポレオン家　当主シャルル・ナポレオンとの対談
- 創価学会関連書籍（主な書籍）

『ブラボーわが人生』シリーズ（聖教新聞の同名連載の書籍化）
『御書をひもとく』（創価学会男子部教学室 編）
『評伝　牧口常三郎』（「創価教育の源流」編纂委員会 編）
『評伝　戸田城聖』（「創価教育の源流」編纂委員会 編）
- その他の書籍―雑誌の連載を書籍化したものも多い。主な書籍は以下の通り。

『よりよく生きるということ』（エーリッヒ・フロム著）
『科学と宗教の未来』（茂木健一郎・長沼 毅 著）
『希望の源泉　池田思想』シリーズ（佐藤優著）
『法華衆の芸術』（高橋伸城著）
『公明党はおもしろい』（水谷修著）
『森田実の一期一縁』（森田実著）
『ど根性ひまわりのき～ぼうちゃん』（作／漆原智良　絵／さくらせかい）

### 全集・著作集
- タゴール著作集　全11巻＋別巻
- 河合隼雄全対話　全10巻
- 中上健次発言集成　全6巻
- 牧口常三郎全集　全10巻